# L'imperi dels llops
L'imperi dels llops (títol original en francès: L'Empire des loups) és una pel·lícula dirigida per Chris Nahon, estrenada el 2005, basada lliurement en una novel·la de Jean-Christophe Grange. Ha estat doblada al català.

## Argument
Arly Jover interpreta Anna Heymes, una elegant mestressa de casa parisenca de 31 anys, pateix malsons i al·lucinacions relacionats amb una sèrie d'assassinats espantosos a la ciutat. Alhora, un parell de policies, l'heterodox Schiffer (Jean Reno) i l'oficial cautelós Nerteaux (Jocelyn Quivrin), treballen per desentranyar el misteri que envolta els assassinats. La trama es complica quan Anna descobreix que ha estat sotmesa a una intensiva cirurgia maxil·lofacial, que li ha amagat el seu origen turc. I d'alguna manera lligada a la màfia turca i a la sèrie d'assassinats.

## Repartiment
- Jean Reno: Jean-Louis Schiffer
- Arly Jover: Anna Heymes
- Jocelyn Quivrin: Paul Nerteaux
- Laura Morante: Mathilde Wilcrau
- Philippe Bas: Laurent
- David Kammenos: Azer Zeke
- Didier Sauvegain: Dr. Ackerman
- Patrick Floersheim: Charlier
- Etienne Chicot: Amien
- Vernon Dobtcheff: Kudseyi
- Jean-Marc Huber: Gurdilek
- Vincent Grass: Marius

## Llocs de rodatge[calcitació]
- Capadòcia, Turquia
- Istanbul, Turquia
- París, França